# Delphinium nepalense
Delphinium nepalense là một loài thực vật có hoa trong họ Mao lương. Loài này được Kitam. & Tamura mô tả khoa học đầu tiên năm 1954.